# Sporophila beltoni
El semillero arriero (Sporophila beltoni),  es una especie de ave paseriforme de la familia Thraupidae perteneciente al numeroso género Sporophila. Recientemente descrita para la ciencia, en el año 2013, se distribuye en el centro-este de América del Sur. 

## Distribución y hábitat
Esta especie se distribuye en el este del Brasil. Si bien por continuidad de hábitat o por proximidad a sus rutas migratorias eventualmente podría pensarse en que también sería factible encontrarla en el nordeste de la Argentina o en el este del Paraguay no ha habido registros que lo prueben, por lo que se la considera un endemismo brasileño.
Nidifica en primavera-verano en ambientes del ecotono entre los bosques de altitud de pino Paraná y los pastizales arbustivos asociados, en los estados de: Paraná, Santa Catarina y Río Grande del Sur. En otoño migra al norte, a través de Mato Grosso del Sur y São Paulo, para invernar en sabanas del cerrado, principalmente de Goiás y Minas Gerais.

## Estado de conservación
El semillero arriero ha sido calificado como vulnerable por la Unión Internacional para la Conservación de la Naturaleza (IUCN) debido a que su pequeña población, estimada en 9000 individuos maduros, se presume estar en decadencia como resultado de la continua pérdida de hábitat reproductivo y la captura para comercio de aves de jaula.

## Sistemática

### Descripción original
La especie S. beltoni fue descrita originalmente en el año 2013 por los ornitólogos brasileños Márcio Repenning y Carla Suertegaray Fontana, bajo el mismo nombre científico, la localidad tipo es: valle del río Tainas, 28°52’43.2” S, 50°27’34.7” W, elevación 708 m, Jaquirana, Rio Grande do Sul, Brasil. El holotipo, un macho adulto colectado el 22 de diciembre de 2009, se encuentra depositado en el Museo de Ciencias e Tecnología de la Pontificia Universidad Católica de Rio Grande do Sul, Porto Alegre, Brasil (MCP) bajo el número 2782.

### Etimología
El nombre genérico Sporophila se compone de las palabras griegas: sporo, que significa ‘espora’ o ‘semilla’, y phila, que se traduce como ‘amor’, en relación con la dieta semillera de estas aves. El nombre específico beltoni es un epónimo que deriva del apellido del diplomático estadounidense y ornitólogo autodidacta William Belton, el cual dedicó su vida al estudio de las aves del sur del Brasil, publicando entre otras obras, «Aves do Rio Grande do Sul: Distribuicao e biologia», en dos tomos.

### Historia taxonómica y características
La existencia en el este del Brasil de una población de aves pertenecientes a una especie aún no descrita la cual presenta el pico de color amarillo ya había sido notificada al menos desde 1938 por el  naturalista y ornitólogo austríaco Carl Eduard Hellmayr, pero habían sido consideradas sólo una variante del tradicional Sporophila plumbea —de pico de color oscuro—, ya que migran de la misma forma y a similares destinos. Pero en el año 2013, los especialistas  Repenning y Fontana, luego de analizar la morfología, la vocalización, la preferencia de hábitat y la distribución de ambas formas, publicaron que en realidad se trataba de una especie nueva, la que se distingue de otras especies de Sporophila (particularmente de S. plumbea) por una combinación de caracteres diagnósticos en el macho adulto:
- Tiene un pico de color amarillo brillante, robusto y con culmen arqueado;
- Es más grande y más pesado que el de S. plumbea;
- El plumaje es de color gris azulado (no gris plomo como en S. plumbea)
- Sus vocalizaciones, si bien estructuralmente son similares a las de S. plumbea, son claramente distintas a las de esa especie tanto las notas de reclamo como la parte introductoria, esta última está marcada por sílabas limpias (silbadas).

Además, tanto en su hábitat de reproducción como en la distribución de la misma, Sporophila beltoni está segregado de otros Sporophila grises.  
Los autores detectaron una estrecha zona de contacto reproductivo entre ambos taxones, pero que allí ellos se segregan abruptamente en razón de las diferencias del hábitat, por lo que se los considera reproductivamente parapátricos, sin flujo genético significativo entre ellos.
La nueva especie fue reconocida por el Comité de Clasificación de Sudamérica (SACC) mediante la aprobación de la Propuesta N° 615, en abril de 2014 y ya listada por las clasificaciones del propio SACC, del Congreso Ornitológico Internacional (IOC) y Clements Checklist.

## Nombre común
Fue propuesto que sea denominado comúnmente «semillero arriero» (en idioma inglés: Tropeiro Seedeater), según las siguientes razones:

«El nombre común se relaciona a la distribución reproductiva y el patrón migratorio de la especie, ambos son congruentes con la llamada: “ruta de los arrieros o troperos”. Este sendero interior fue utilizado para viajes en general y especialmente para conducir rebaños (vacas, mulas y caballos) así como para el transporte de charqui (carne seca) desde el sur hacia los mercados del sureste de Brasil. Este ciclo se inició en el siglo XVIII y continuó hasta el año 1930.»